# Rohrbach (Schmida)
Der Rohrbach ist ein linker Zufluss zur Schmida bei Glaubendorf in Niederösterreich.
Die Quellbäche des Rohrbaches entspringen bei Fahndorf und bei Kiblitz, vereinen sich südlich von Kiblitz zum Rohrbach und dieser fließt über Rohrbach als namensgebenden Ort zur Schmida ab, wo er nordöstlich von Glaubendorf von rechts einmündet. Sein Einzugsgebiet umfasst 13,4 km² in größtenteils offener Landschaft.